# 滕庄子镇
滕庄子镇，原为滕庄子乡，是中华人民共和国河北省沧州市黄骅市下辖的一个乡镇级行政单位。2020年6月，撤乡设镇，现区划代码为130983105。

## 行政区划
滕庄子镇下辖以下地区：
前庞庄村、后庞庄村、滕庄子村、后滕庄村、刘家铺村、留老人村、东道安村、西道安村、李官庄村、孔店村、刘七庄村、朱里口村、夏庄子村、杨春庄村、南王曼村、中王曼村、北王曼村、慈庄村、西胡庄村、岭庄村、西白庄村、康庄村、刘月庄村、张金庄村、张赵庄村和大浪白村。